# Portland (Dakota du Nord)
Pour les articles homonymes, voir Portland.
La ville américaine de Portland est située dans le comté de Traill, dans l’État du Dakota du Nord. Selon le recensement de 2010, sa population s’élève à 606 habitants.

## Histoire
Portland a été fondée en 1871. Avec sa ville sœur, Mayville, la localité la plus peuplée du comté, elle forme une conurbation parfois surnommée May-Port.

## Démographie
| 1890 | 1900 | 1910 | 1920 | 1930 | 1940 |
| ---- | ---- | ---- | ---- | ---- | ---- |
| 367  | 524  | 561  | 623  | 500  | 551  |

| 1950 | 1960 | 1970 | 1980 | 1990 | 2000 |
| ---- | ---- | ---- | ---- | ---- | ---- |
| 641  | 606  | 534  | 627  | 602  | 604  |

| 2010 | - | - | - | - | - |
| ---- | - | - | - | - | - |
| 606  | - | - | - | - | - |